# Axel Winqvist
Axel Winqvist, född 1991 i Helsingborg, är en poet och radioproducent.
Winqvist är en av skaparna av P3 Musikdokumentär och P3 ID. 2021 debuterade han med diktsamlingen Det vackra och det fula på Nirstedt litteratur. Diktsamlingen recenserades bland annat av Thérèse Eriksson i Svenska Dagbladet, som jämförde diktningen med Kristofer Folkhammar. Camilla Hammarström i Aftonbladet menade att diktsamlingen förde tankarna till Inger Christensens ABC.
År 2024 tilldelades han Kallebergerstipendiet.